# 乔贝区
乔贝区（英語：Chobe District）是博茨瓦納的一個區，位於該國北部。2001年，喬貝區和恩加米蘭區合併形成現在的西北區，但在2006年，前喬貝區分離並延續至今。2011年人口23,347人。首府卡薩內。